# 경북바이오마이스터고등학교
경북바이오마이스터고등학교(慶北바이오마이스터高等學校)는 대한민국 경상북도 영천시 신녕면 매양리에 있는 공립 고등학교이다.

## 학교 연혁
- 1954년 6월 15일 : 신녕농업고등학교 개교
- 1965년 5월 18일 : 신녕농업고등학교 폐교
- 1971년 3월 1일 : 신녕상업고등학교 개교
- 1988년 3월 1일 : 신녕종합고등학교로 교명 변경
- 1995년 3월 1일 : 신녕상업고등학교로 교명 변경
- 2002년 3월 1일 : 영천정보고등학교로 교명 변경
- 2011년 3월 1일 : 경상북도교육청 지정 청렴교육 시범학교 운영
- 2012년 3월 1일 : 영천상업고등학교로 교명 변경 및 특성화고 지정
- 2015년 3월 19일 : 제10차 마이스터고 선정
- 2018년 3월 1일 : 경북식품과학마이스터고 개교
- 2020년 6월 8일 : 학과명 변경 승인(식품품질관리과 → 바이오식의약과)
- 2022년 3월 1일 : 제25대 정미정 교장 취임
- 2023년 1월 1일 : 경북바이오마이스터고등학교로 교명 변경
- 2024년 1월 5일 : 제51회(마이스터고 4기) 50명 졸업(졸업생 총수 3,411명)

## 설치 학과
- 바이오식의약과

## 참고 자료
- 경북바이오마이스터고등학교 - 한국교육학술정보원 학교알리미